# Bâtiments du Camp Jacob
Cet article possède un paronyme, voir Bâtiment Jacob.
Les bâtiments du Camp Jacob sont initialement ceux d'un hôpital situé au lieu-dit de Morne-Houël à Saint-Claude sur Basse-Terre dans le département de la Guadeloupe en France. Bâtis vers 1845 comme hôpital militaire avant de devenir un hôpital civil, ils sont inscrits aux monuments historiques en 2005. Après une importante rénovation et restructuration, ils accueillent depuis 2013 les locaux de l'université des Antilles et de la Guyane, dont ils constituent le campus sur Basse-Terre.

## Historique

### Hôpital militaire
En parallèle de la construction des casernes, des bâtiments destinés à l'infirmerie sont établis en 1842. 
Au XIXe siècle, le site, en raison de sa position stratégique et de sa localisation sur les hauteurs surplombant Basse-Terre (à 545 mètres d'altitude sur les pentes de la Soufrière), est occupé par l'armée qui y établit un hôpital militaire et un camp d'acclimatation au climat tropical pour les troupes venues de métropole. Le camp Jacob, du fait de son altitude, permet également de préserver les troupes des pics de malaria et de fièvre jaune durant les mois d'été. Après le tremblement de terre de février 1843, l'amiral Gourbeyre, alors gouverneur de la Guadeloupe, demande à l'architecte Antonin Romand de réaliser les plans des nouveaux bâtiments modernes, rationalisés (comprenant plusieurs salles disposées autour d'un bâtiment central), et en fer. Les travaux sont rapidement entrepris et l'hôpital est inauguré le 1er mai 1846. Le logis des sœurs est reconstruit en 1866. En 1931, l'architecte Ali Tur conçoit le bâtiment du « Pavillon opératoire ». En 1965, les militaires sont transférées sur le site de La Jaille et l'hôpital devient intercommunal jusqu'en 1996.
Les bâtiments tombent ensuite à l'abandon avant d'être restaurés par la région pour accueillir les locaux de la Faculté Roger-Toumson.
L'ensemble des bâtiments historiques du Camp Jacob sont inscrits aux monuments historiques le 12 janvier 2005.

#### Description
Les deux bâtiments principaux d'origine se composent d'un étage de soubassement en maçonnerie qui abritent des dépendances et un rez-de-chaussée comprenant les chambres des soldats qui contiennent chacune 26 lits. S'ajoutent des baraquements en bois pour 18 officiers et 5 élèves officiers. Au-dessus se trouvent le logis des sœurs chargées des soins, leur buanderie et leur lavoir.
En contrebas du terrain est situé un « pavillon des officiers malades en fer », tel que dénommé, construit par l'architecte Antonin Romand mais les cases en fer se sont aussitôt avérées inadaptées au climat tropical. 
Les premières salles des malades étant devenues vétustes, elles sont remplacées par trois corps du nouvel hôpital. L'aile sud est établie de 1872 à 1874, l'aile est de 1877 à 1878 et celle du nord de 1879 à 1882. L'ensemble forme ainsi un U encadrant une vaste cour. Les structures des galeries sont en métal.

### Campus
À partir de 2007, un important projet de réhabilitation et de restructuration des bâtiments du Camp Jacob est mis en œuvre par l'État et la région de la Guadeloupe pour permettre d'accueillir un nouveau campus dit « Camp Jacob » pour l'université des Antilles et de la Guyane qui est inauguré pour la rentrée 2013. Il comprend l'Institut universitaire de technologie et le Département pluridisciplinaire de lettres, langues et sciences humaines avec les infrastructures classiques associées aux CROUS (bibliothèque, médiathèque, restaurant universitaire, résidences étudiantes).

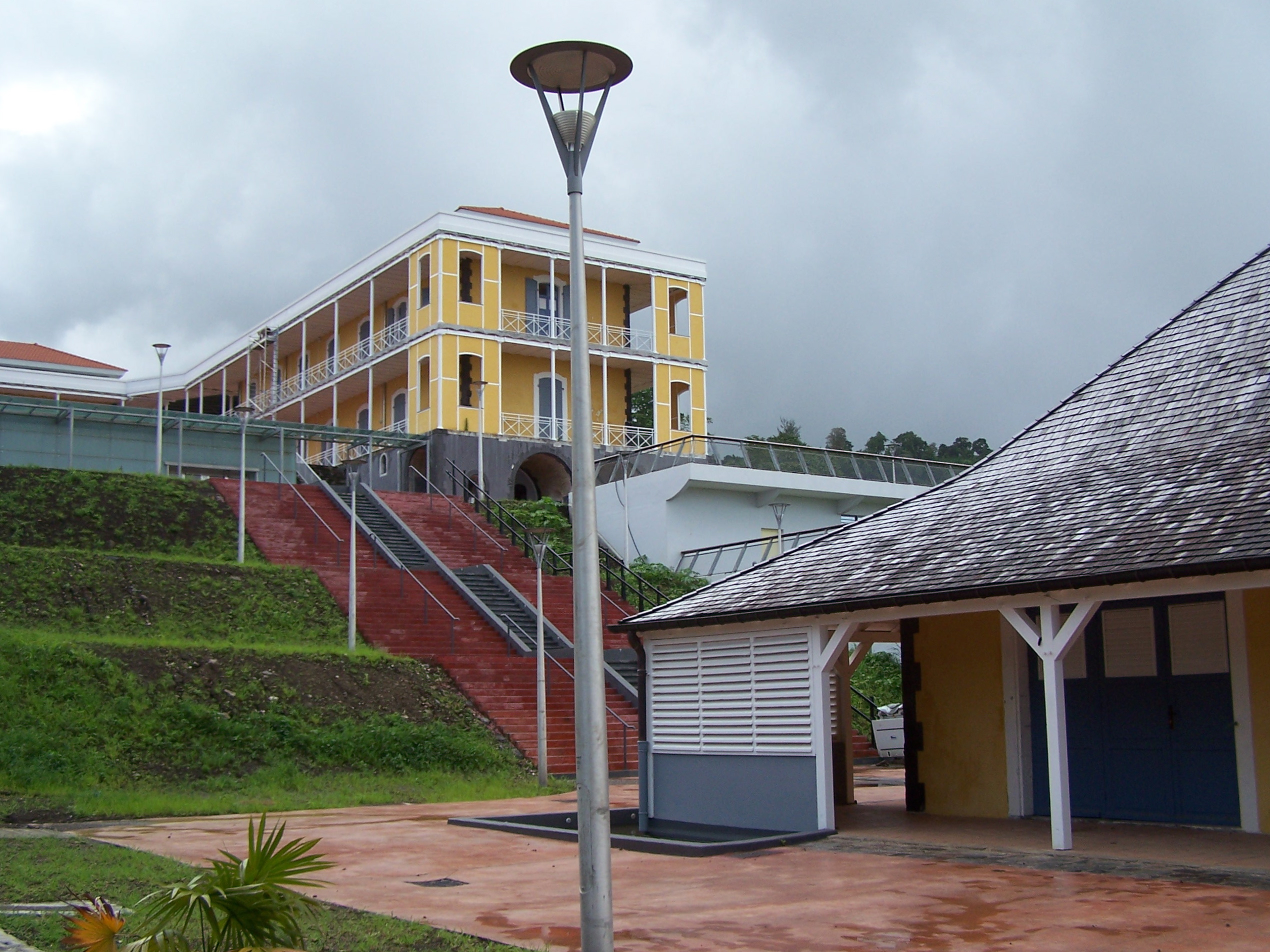
Le Campus sur plusieurs niveaux.
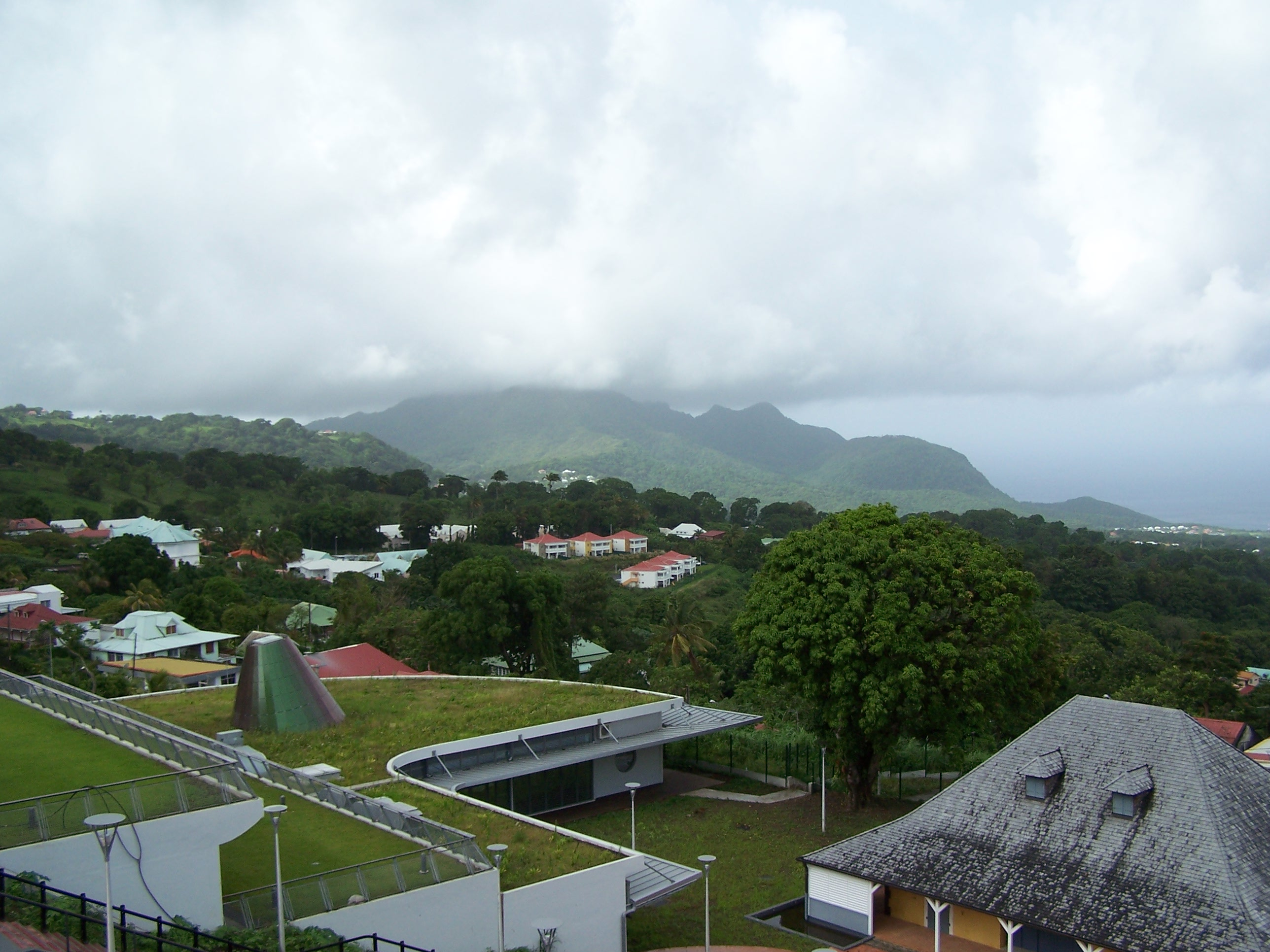
Vue sur les monts Caraïbes et le sud de Basse-Terre depuis le camp Jacob.
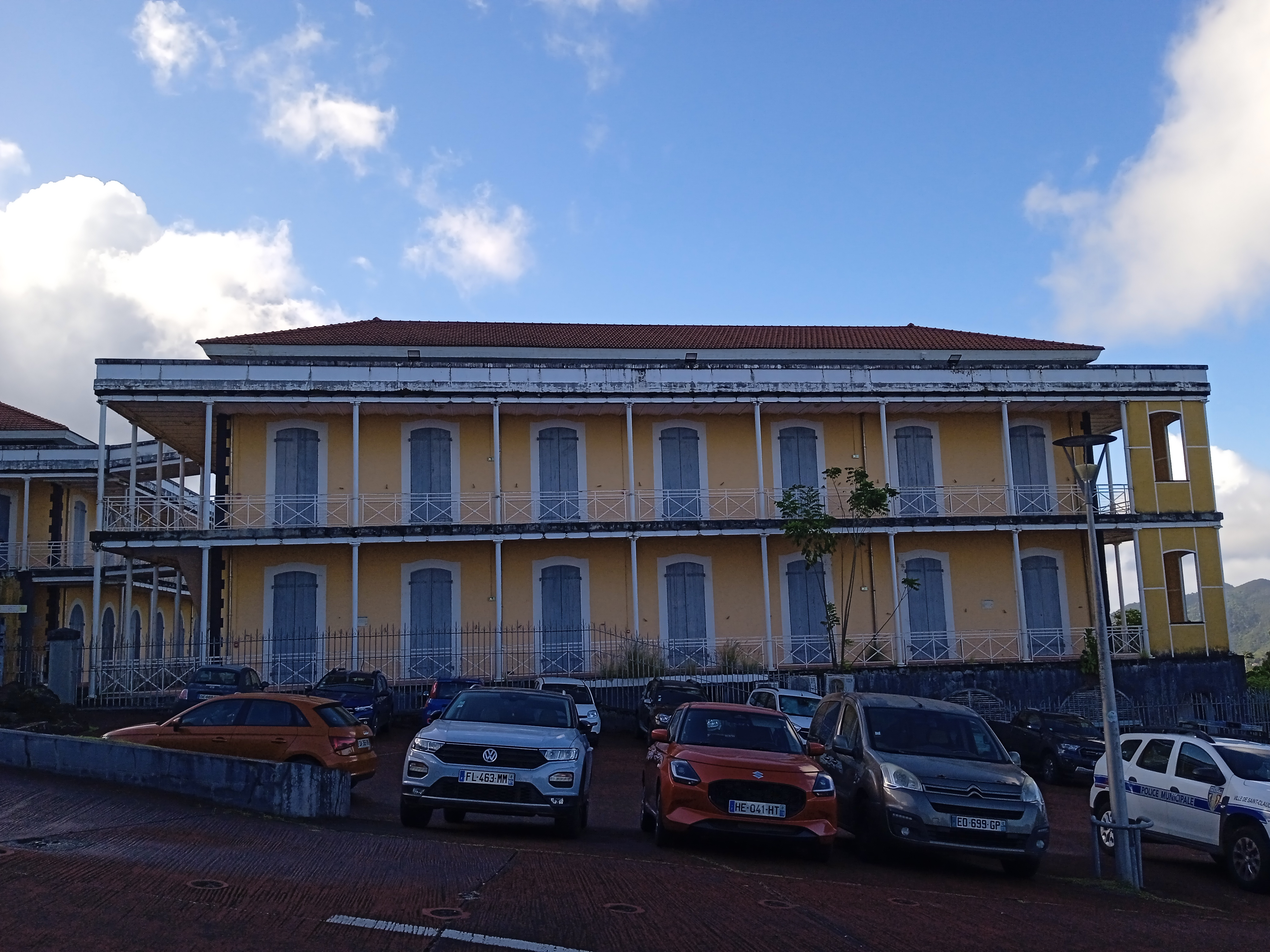
Bâtiments du Camp Jacob.
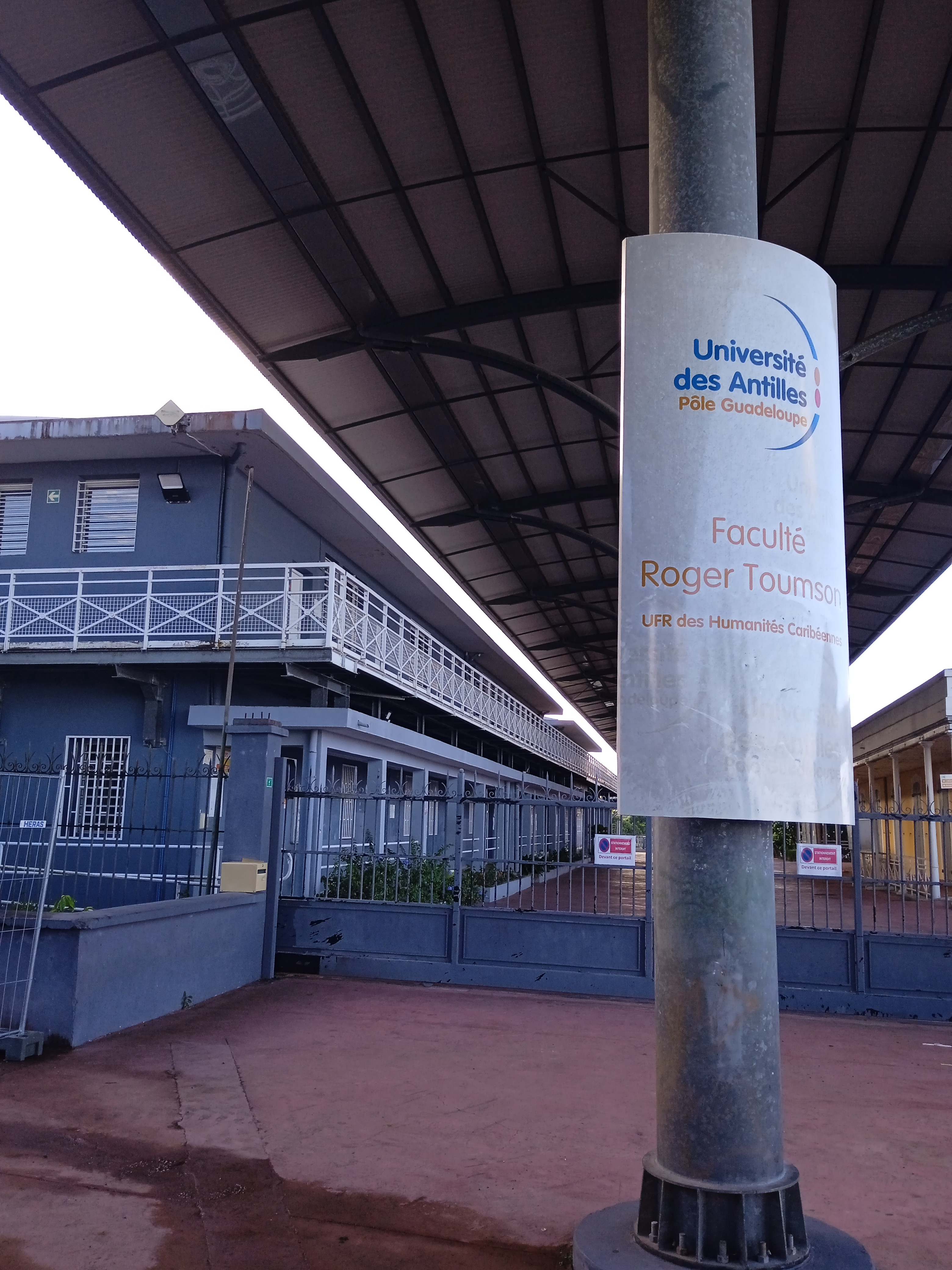
Faculté Roger-Toumson.
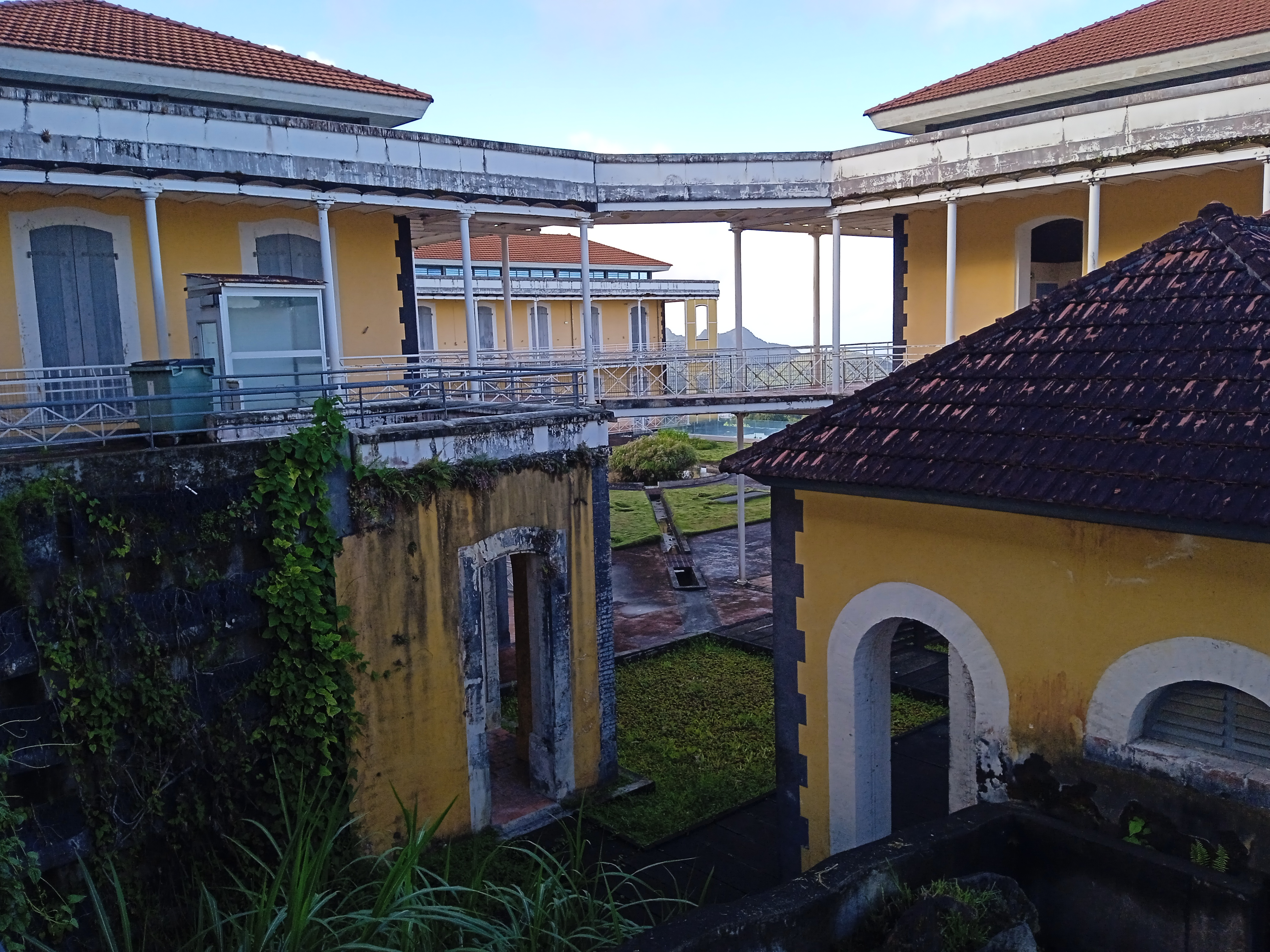
Bâtiments du Camp Jacob.
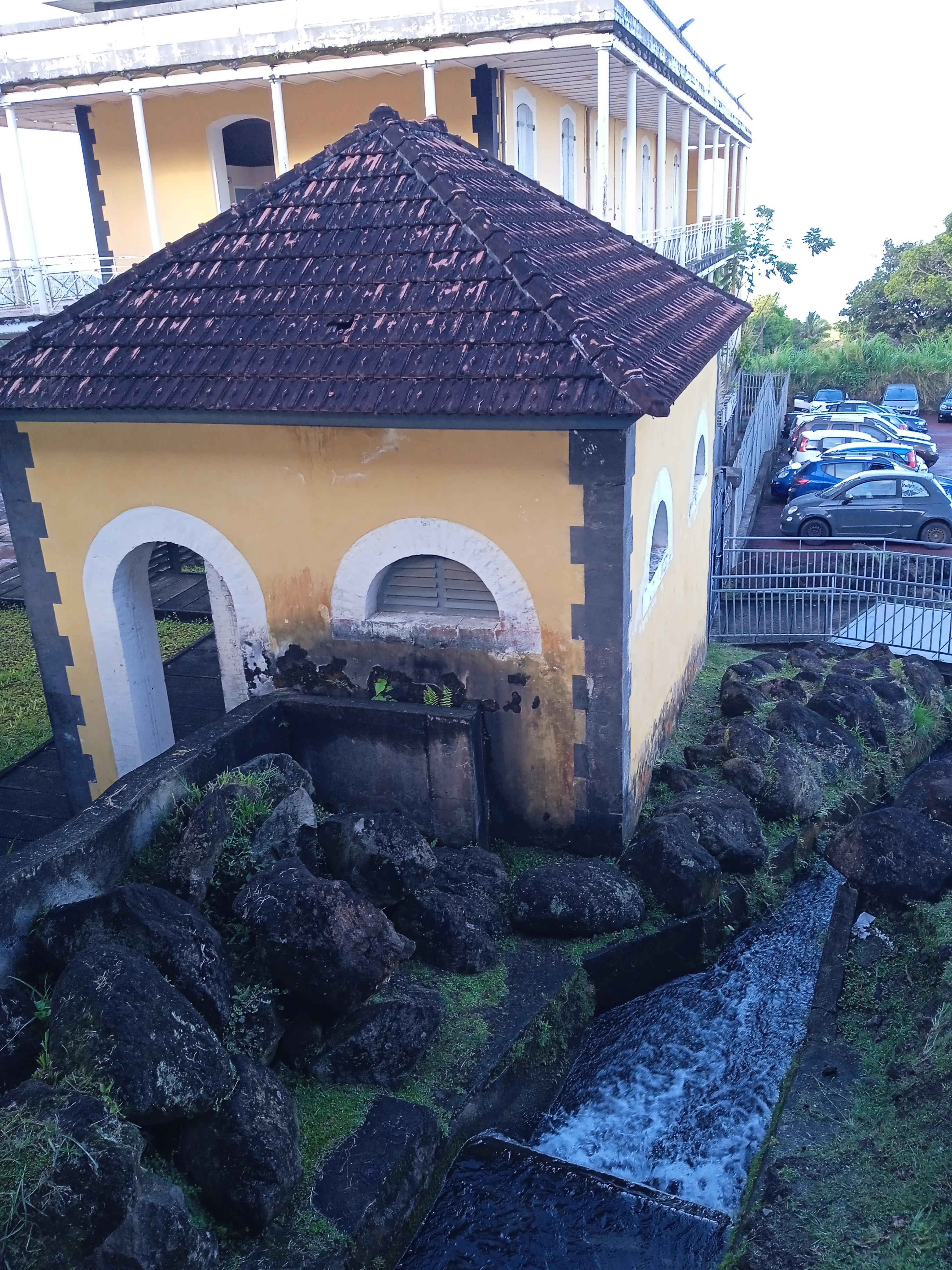
Bâtiments du Camp Jacob.

### La Maison Daracq

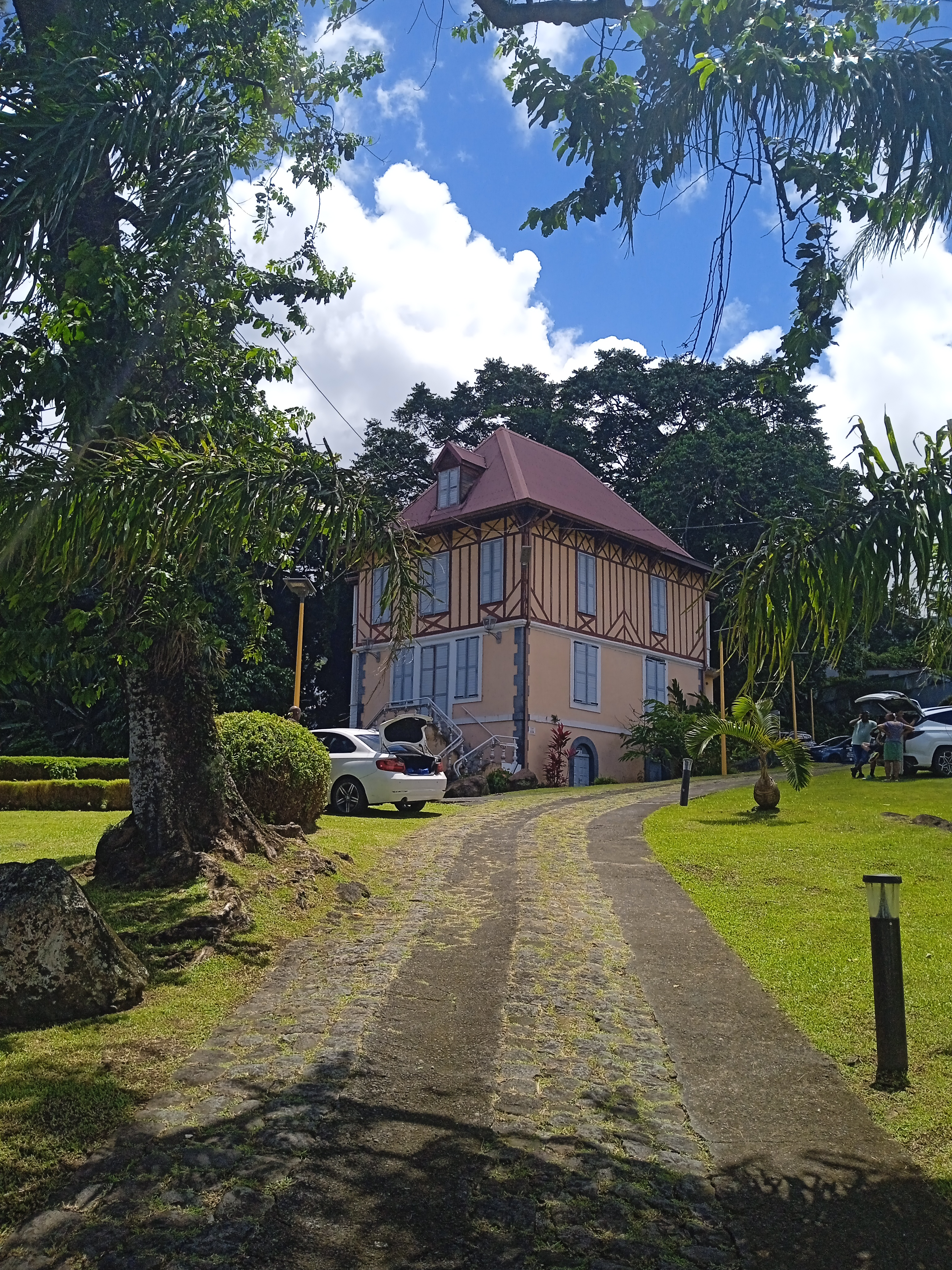
La Maison Daracq à Saint-Claude ou syndicat d'initiative.

Ce bâtiment, de nos jours le syndicat d'initiative ou Pavillon du Tourisme de Saint-Claude, est vendu par l'État en 1911. Il s'agissait de la cuisine-prison du camp militaire. Ainsi la cuisine occupait le rez-de-chaussée et l'étage de soubassement abritait les cachots. Dans le parc, l'ancien lavoir des soldats est devenu en 2004 un bassin d'agrément. 
Transformé en maison, le bâtiment est surélevé. L'étage ajouté est orné d'un faux pan de bois de style néo-régionaliste.